# Alfabetização de carbono
A alfabetização de carbono (do inglês carbon literacy) é a consciência das mudanças climáticas e dos impactos climáticos das ações cotidianas da humanidade. O termo tem sido usado em vários contextos na literatura científica e em uso casual, mas é mais associado ao Carbon Literacy Project (CLP).

## Definição
A alfabetização de carbono é o conhecimento e a capacidade necessários para criar uma mudança positiva na forma como a humanidade vive, trabalha e se comporta em resposta às mudanças climáticas.
O Carbon Literacy Project define a alfabetização de carbono como "uma consciência dos custos e impactos de carbono das atividades cotidianas e a capacidade e motivação para reduzir as emissões, em uma base individual, comunitária e organizacional".

## O Carbon Literacy Project (CLP)
O termo Alfabetização de Carbono (Carbon Literacy) havia sido usado informalmente em várias ocasiões anteriores, mas começou a ganhar destaque em 2009, quando surgiu no desenvolvimento do plano de ação de mudança climática para Manchester, Manchester: A Certain Future.
Este plano escrito por cidadãos comprometeu a segunda maior área urbana do Reino Unido a:
1. Reduzir as emissões de dióxido de carbono da cidade de Manchester em 41% até 2020, em relação aos níveis de 2005.
2. Envolver todos os indivíduos, bairros e organizações em Manchester em um processo de mudança cultural que incorpora o 'pensamento de baixo carbono' nos estilos de vida e operações da cidade.

Assim, o plano visou (i) reduzir as emissões por meio da redução do uso de energia; alteração das tecnologias utilizadas para geração de energia; e mudando as fontes dos combustíveis usados de combustíveis fósseis para renováveis; e (ii) criar uma 'cultura de baixo carbono' construindo um entendimento comum das causas e implicações das mudanças climáticas, e desenvolver programas de 'alfabetização em carbono'.
Como um plano escrito e de propriedade coletiva, qualquer cidadão ou organização poderia responder para ajudar na entrega de metas e objetivos, no entanto, demorou até 2010 antes que uma empresa social (Cooler Projects CIC com sede em Manchester)  aceitasse o desafio de entregar o Objetivo de Alfabetização de Carbono: “...todo residente, aluno, estudante e funcionário [na cidade] terá pelo menos um dia de treinamento em mudança climática... provavelmente vários até 2020.
Em 2011, a Cooler convocou um grupo de trabalho voluntário de 30 pessoas de todos os setores que, trabalhando coletivamente, criaram uma definição para o termo e estabeleceram requisitos para um dia de treinamento para atender a essa definição. Esses requisitos formaram a base do The Carbon Literacy Standard (Padrão de Alfabetização de Carbono). O Padrão foi baseado na premissa chave de que, se a humanidade quiser reduzir as emissões de carbono pelo tipo de metas de redução exigidas pela ciência, precisaremos mudar nossa cultura, bem como nossa tecnologia.
Em 2012, a Cooler começou a testar sua abordagem com escolas, locais de trabalho e comunidades. Ele rapidamente estabeleceu uma iniciativa sem fins lucrativos - The Carbon Literacy Project - inicialmente em Manchester, mas rapidamente além, para supervisionar a entrega de treinamento para atender ao Padrão e certificar os participantes bem-sucedidos como “Carbon Literate”. No mesmo ano, a Associação de Autoridades da Grande Manchester (AGMA), estabeleceu a alfabetização de carbono como um dos quatro objetivos da Estratégia de Mudança Climática da Grande Manchester.
Em 2014, o Projeto foi incorporado como uma instituição de caridade registrada (uma estrutura legal sem fins lucrativos no Reino Unido) The Carbon Literacy Trust (caridade registrada nº 1156722) para que o conceito de Alfabetização de Carbono  pudesse ser entregue em perpetuidade, para o bem público.
Em 2015, o Carbon Literacy Project foi selecionado de um campo global para fazer parte do Programa de Ações Transformativas (TAP) na cúpula das Nações Unidas sobre Mudanças Climáticas (COP21) em Paris, dezembro de 2015. O Carbon Literacy Project é, portanto, formalmente reconhecido como uma das 100 principais respostas que o mundo tem a oferecer para enfrentar as mudanças climáticas.
Em 2015, o conselheiro Jeff Smith tornou-se o primeiro deputado com certificação de alfabetizado em carbono.
Em 2016, o Carbon Literacy Project introduziu um esquema de acreditação chamado de acreditação da Carbon Literate Organization (CLO) .

## Carbon Literate Organisation (CLO)
O credenciamento da Carbon Literate Organization (CLO)  e o padrão CLO associado foram projetados e lançados pelo The Carbon Literacy Project (2016) para fornecer um 'crachá' visível que mostra uma organização como (i) comprometida com a alfabetização de carbono (CL), (ii) tendo um número substancial de pessoas alfabetizadas em carbono e (iii) ter o compromisso de  manter sua cultura de baixo carbono. Uma organização usa esse status para interagir melhor com suas comunidades – sejam elas funcionários ou clientes, vizinhos, alunos, fornecedores ou partes interessadas.
Até o momento, quatorze organizações estão registradas como Carbon Literate Organizations (CLOs), incluindo a Universidade de Manchester, o Manchester Museum e Northwards Housing.

## Pesquisa
As respostas comportamentais às mudanças climáticas são limitadas devido à incerteza e complexidade associadas ao assunto. A investigação atual centra-se na necessidade de envolvimento da sociedade na mitigação das alterações climáticas, através de um aumento da compreensão entre cidadãos, organizações, escolas e organismos públicos devido à incerteza e complexidade associadas ao assunto. A disseminação do treinamento de alfabetização de carbono (que inclui as causas e consequências das emissões de carbono e uma compreensão do poder da ação individual) demonstrou influenciar qualitativamente a mudança de comportamento positiva em relação à redução das pegadas de carbono. Após o treinamento, o comportamento de economia de energia e de carbono (incluindo ações individuais e coletivas) mostrou-se aumentado, incluindo evidências do 'efeito cascata' – onde os participantes discutiram os conceitos com familiares, amigos ou colegas. Na Grande Manchester, a Carbon Literacy está sendo divulgada aos que vivem (através de associações de habitação ), aos que trabalham (BBC, Media City, Peel Media, ITV, Dock10, Groundwork, Greater Manchester Fire and Rescue ) e aqueles que estudam (Universidade de Manchester, Manchester Metropolitan University ).
Outros estudos realizados nas últimas duas décadas referem-se ao conceito de 'alfabetização em carbono' e sua importância na mudança de comportamento de baixo carbono. Por exemplo, Horng e colaboradores analisaram o desenvolvimento de opções de baixo carbono na indústria do turismo de Taiwan, e Teng e colaboradores descobriram que a 'alfabetização de carbono' melhora significativamente o comportamento de baixo carbono no setor de hospitalidade em Taiwan. Os estudos também se concentraram nas 'práticas de alfabetização em carbono' na construção do conhecimento das crianças sobre as mudanças climáticas. Aqui, níveis significativamente mais altos de conhecimento e compreensão das mudanças climáticas foram encontrados em alunos de 'eco-escolas' em oposição a 'não-eco-escolas', indicando a importância da alfabetização de carbono dentro de ambientes comunitários para facilitar a mudança cultural.